# Памятник Сергею Бубке

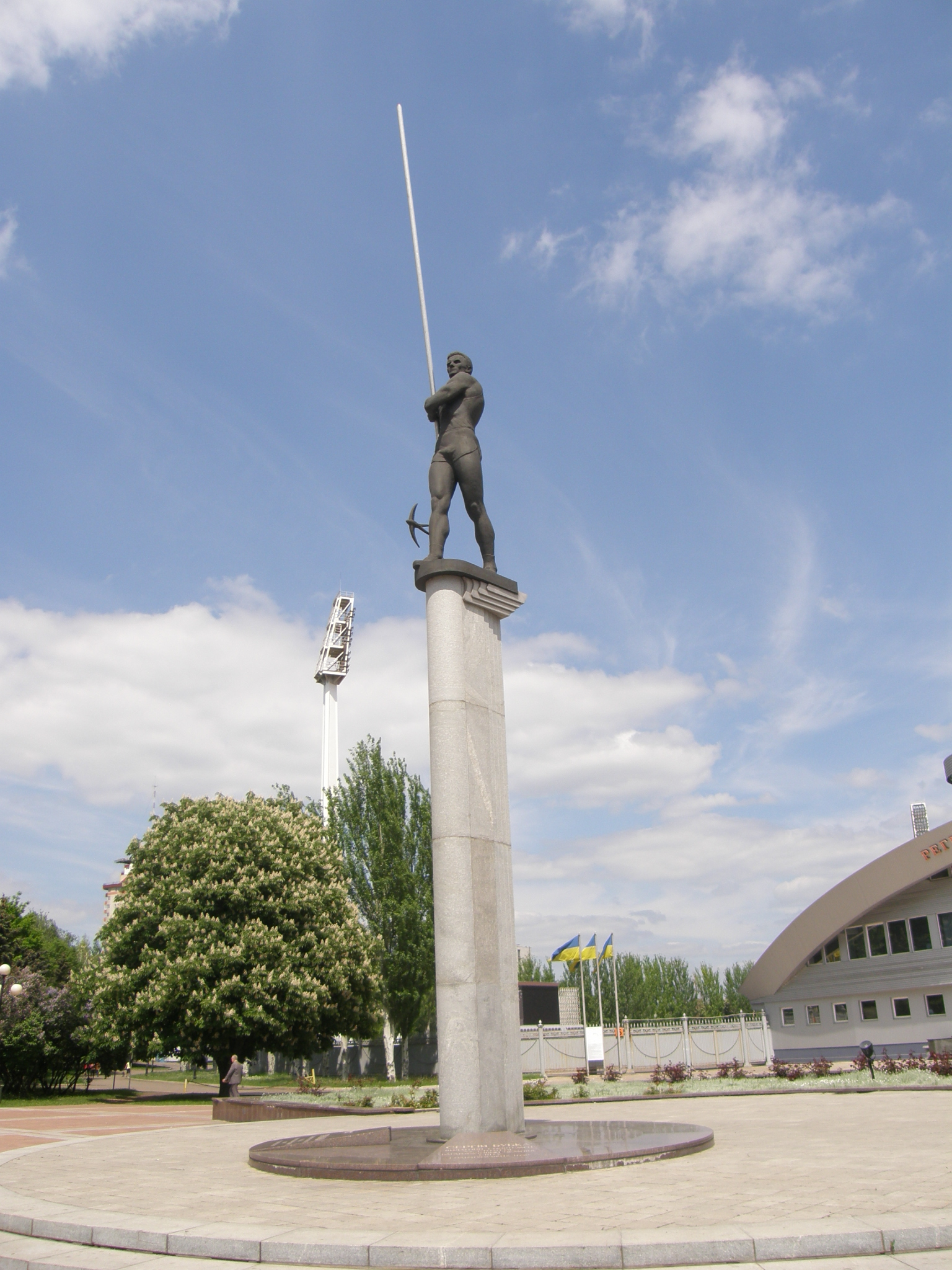
Памятник Сергею Бубке

Памятник Бубке установлен в Киевском районе Донецка возле регионального спортивного комплекса «Олимпийский». Символ достижений донецкого спорта.
Сергей Назарович Бубка — спортсмен-шестовик, тридцатипятикратный рекордсмен мира, шестикратный чемпион мира, чемпион Олимпийских игр, почётный гражданин Донецка.
Памятник установлен при жизни Сергея Бубки и открыт 29 августа 1999 года. Авторы памятника скульптор Николай Васильевич Ясиненко и архитектор Владимир Степанович Бучек.
Памятник представляет собой бронзовую скульптуру спортсмена в полный рост, который готовится к выполнению прыжка, высоко держа шест в руках. У правого колена скульптуры пролетающая ласточка. Высота памятника 3,5 метра.
Постамент на котором стоит скульптура высотой 6 метров 15 сантиметров — это рекордная высота на которую прыгал Бубка (в зале, Донецк, 1993 год).